# Stortjärnen (Idre socken, Dalarna, 686756-131282)
Stortjärnen är en sjö i Älvdalens kommun i Dalarna och ingår i Dalälvens huvudavrinningsområde.